# Тверде тіло

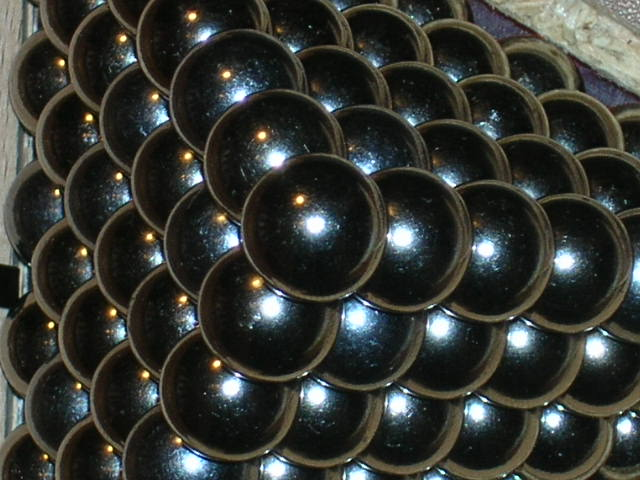
Модель будови кристалічного твердого тіла

Тверде́ ті́ло (англ. solid) — один з чотирьох основних агрегатних станів речовини,  що відрізняється від інших    агрегатних станів  (рідини,газів, плазми)    стабільністю форми і характером теплового руху атомів, що  здійснюють малі коливання біля положень рівноваги..

## Загальний опис
За типом упорядкування атомів розрізняють кристалічний  і аморфний стани речовини. 
Кристали характеризуються просторової періодичністю в розташуванні рівноважних положень атомів.   У кристалах середні положення атомів чи молекул строго впорядковані. Кристалічні тіла зберігають не тільки ближній, а й дальній порядок. Природна форма кристалів ─ правильні багатогранники.
Більшисть речовин у твердому стані має кристалічну структуру. В цьому легко переконатися якщо розколоти шматок речовини і розглянути злам.
На зламі кристалічних речовин (наприклад, у цукру, солі, сірки, металів) добре помітні розташовані під різними кутами дрібні грані  кристалів, що поблискують внаслідок різного відбиття ними світла.
При розколюванні аморфних твердих речовин, наприклад, звичайного скла,пластмаси,  шматків смоли, парафіну, і так далі, злам виявляється гладким і, на відміну від зламів кристалів, обмежений не плоскими, а овальними поверхнями.  

## Класифікація кристалічних тіл
За типом  часток, що знаходяться у вузлах кристалічної ґрати, і за типом їх взаємодії,  що  переважають в цьому кристалі, розрізняють    ґрати:
•	Молекулярні
•	Атомні 
•	Іонні
•	Металеві
•	Водневі
У молекулярних кристалах молекули пов'язані між собою молекулярними силами. В атомних кристалах атоми речовини пов'язані один з одним ковалентним зв'язком. У вузлах іонних ґрат по черзі розташовуються позитивно і негативно заряджені іони. Вони пов'язані один з одним силами електростатичного тяжіння. У вузлах металевих ґрат розташовуються атоми металу, в проміжках між якими рухаються загальні для цих атомів електрони. Нарешті, кристали з водневим зв'язком характеризуються поділом ядер між електронегативними атомами.   Водневі зв'язки зустрічаються в багатьох органічних і неорганічних сполуках, вони входять в структуру льоду і води.  Приклади водневих кристалів:  H2O (лід), HF.
За типом зонної структуритверді кристалічні тіла класифікують на провідники, напівпровідники і діелектрики.
•	Провідники ─ зона провідності і валентна зона перекриваються, таким чином електрон може вільно переміщатися між ними, отримавши будь-яку допустимо малу енергію. Таким чином, при додатку до твердого     тіла різниці потенціалів, електрони зможуть вільно рухатися з точки з  меншим потенціалом в точку з більшим, утворюючи електричний струм. До провідників відносять усі метали.
•	Напівпровідники ─ зони не перекриваються і відстань між ними складає менше 4 еВ. Для того, щоб перевести електрон з валентної зони в зону провідності потрібно мати   енергію меншу, ніж для діелектрика,  тому чисті (власні, нелеговані) напівпровідники слабо пропускають  струм.
•	Діелектрики ─ зони не перекриваються і відстань між ними складає більше 4 еВ. Таким чином, для того, щоб перевести електрон з валентної зони в зону провідності потрібно  мати значну енергію, тому  діелектрики струм практично не проводять.
За магнітними властивостями тверді тіла діляться на діамагнетики, парамагнетики і тіла з впорядкованою магнітною структурою. Діамагнітні властивості, які слабо залежать від        агрегатного стану або температури, зазвичай перекриваються парамагнітними, які є наслідком орієнтації магнітних моментів атомів і електронів провідності. За законом Кюрі парамагнітна  сприйнятливість убуває обернено пропорційно до температури і при температурі 300 К зазвичай складає 10− 5кг. Парамагнетики переходять в феромагнетики, антиферомагнетики або феримагнетики при пониженні  температури.

## Історична довідка
Незважаючи на те, що тверді тіла (метали, мінерали) досліджувались давно, всебічне вивчення та систематизація інформації про їх властивості розпочалось з 17 століття. Починаючи з цього часу було відкрито низку емпіричних законів, що описували вплив на тверде тіло механічних сил, зміни температури, світла, електромагнітних полів і т. д. Були сформульовані:
- закон Гука (1678);
- закон Дюлонга — Пті (1819);
- закон Ома (1826);
- закон Відемана — Франца (1853) та ін.

Уже в першій половині XIX ст. були сформульовані основні положення теорії пружності, для якої характерним є уява про тверде тіло як про суцільне середовище.
Цілісне уявлення про кристалічну структуру твердих тіл, як сукупності атомів, впорядковане розміщення яких у просторі забезпечується силами взаємодії, було сформоване Огюстом Браве у 1848 році, хоча перші ідеї такого роду висловлювались у трактатах Ніколасом Стено (1669), Рене-Жюстом Гаюї (1784), Ісааком Ньютоном у роботі «Математичні начала натуральної філософії» (1686), в якій розрахована швидкість звуку у ланцюжку пружно пов'язаних часток, Даніелем Бернуллі (1727), Огюстеном-Луї Коші (1830) та іншими.
У 1912 році М. Лауе спостерігав дифракцію рентгенівських променів на кристалах, чим остаточно затвердив уявлення про кристалічну будову твердих тіл, як впорядковану дискретну структуру. У 1913 році В. Брегг встановив співвідношення, що пов'язує період кристалічної ґратки, довжину хвилі рентгенівського випромінювання з напрямами дифракційних максимумів (див. закон Брегга). На основі цього були розроблені методи експериментального визначення розташування атомів в кристалах й вимірювання міжатомних відстаней, що поклало початок рентгеноструктурному аналізу та іншим дифракційним методам дослідження структури твердих тіл. У 1927 році К. Дж. Девіссон спостерігав дифракцію електронів на кристалі. Згодом була виявлена дифракція нейтронів та інших часток.

## Фазові переходи

фазова діаграма води.< br /> плавленню (і кристалізації) відповідає гілка лівіше і вище потрійної точки, сублімації — гілка лівіше і нижче потрійної точки. Зелена пунктирна лінія показує аномальну поведінку води.

При підвищенні температури тверді тіла переходять в рідкий або газовий стан. Перехід твердого тіла в рідкий стан називається плавленням, а перехід в газовий стан, минаючи рідкий, -  сублімацією. Це відбувається при такій температурі, коли зміщення частинок з положень рівноваги є сумірними з рівноважними відстанями у кристалічній решітці. Зворотний перехід до твердого тіла (тверднення) при зниженні температури для випадку кристалічного стану носить назву кристалізація, до аморфної фази — склування.
Існують також фазові переходи між твердотільними фазами, при яких змінюється внутрішня структура твердих тіл, стаючи впорядкованою при зниженні температури.
При атмосферному тиску і температурі Т → 0  К всі речовини в природі тверднуть. Виняток становить гелій, для кристалізації якого потрібний тиск 24 атм .
Різниця між кристалічним і аморфним станами речовини особливо різко проявляється в їх відношенні до нагрівання. При постійному тиску і рівномірному нагріванні температура тіла зростає пропорційно кількості підведенної теплоти.  При досягненні  температури  плавлення (кристалізації) температура тіла, перестає змінюватися, не дивлячись на те, що підведення теплоти до тіла триває. Одночасно починається процес плавлення. Після того, як вся речовина перетвориться в рідину, його температура знову почне зростати.
Плавлення  аморфних тіл  протікає інакше. При рівномірному нагріванні температура тіла безперервно зростає. Перехід в рідкий стан у аморфних тіл відбувається в інтервалі температур. 
В аморфних тілах атоми коливаються навколо хаотично розташованих точок, у них відсутній дальній порядок, але є ближній порядок, при якому молекули розташовані узгоджено на відстані, порівнянному з їх розмірами, зберігається. Окремим випадком аморфного стану є склоподібний стан. Згідно з класичними уявленнями, стійким станом (з мінімумом потенцальної енергії) твердого тіла є кристалічний. Аморфне тіло знаходиться в метастабільному стані і з плином часу має перейти в кристалічний стан, проте час кристалізації часто настільки великий, що метастабільність зовсім не проявляється. Зворотний мимовільний процес неможливий. Аморфне тіло можна розглядати як рідину з дуже великою (часто нескінченно великою) в'язкістю. Цей висновок підтверджує той факт, що багато аморфних тіл текучі. Наприклад, шматок смоли, покладений на плоску поверхню, в теплому приміщенні, за кілька тижнів розтікається, приймаючи форму диска. 

## Фізичні властивості
Під фізичними властивостями твердих тіл розуміється їх специфічна поведінка при впливі певних сил і полів. Існує три основних способи впливу на тверді тіла, відповідні трьом основним видам передачі енергії: роботи  ─ передача впорядкованої) форми руху матерії (механічний рух), теплообмін─ передача невпорядкованої (хаотичної) форми  руху матерії і передача енергії за допомогою електромагнітних хвиль.
Відповідно виділяють три основних групи фізичних властивостей:
1. Механічні
2. Теплові
3. Електромагнітні
Механічні властивості зв'язують механічні напруження і деформації тіла, які можна поділити на пружні, міцнісні, реологічні й технологічні. Крім того, при впливі на тверді тіла рідин або газів виявляються їх гідравлічні і газодинамічні властивості.
До термічних (теплових) належать властивості, які виявляються під впливом теплових полів.
До електромагнітних властивостей умовно можна віднести радіаційні, що проявляються при впливі на тверде тіло потоків мікрочастинок або електромагнітних хвиль значної жорсткості (рентгенівських, гамма-променів тощо).

### Механічні властивості
Загалом зберігаючи форму, за відсутності чи незначного силового впливу, тверді тіла здатні деформуватися під впливом зовнішніх сил. Деформацією твердого тіла називають зміну його розмірів і об'єму, що переважно супроводжується зміною форми тіла. В деяких випадках (всебічні стиснення або розтягування) форма тіла зберігається.
В залежності від величини прикладеної сили деформація може бути пружною, пластичною або руйнівною. При пружній деформації тіло повертає собі початкову форму і розміри після зняття прикладених сил. Відклик пружного твердого тіла на прикладене зусилля характеризується модулями пружності на основі закону Гука. Відмінною рисою твердого тіла в порівнянні з рідинами та газами є те, що воно чинить опір не тільки розтягу та стисканню, а також зсуву, згину й крученню.
При пластичній деформації початкова форма тіла не зберігається. Характер деформації залежить також від часу, впродовж якого діє зовнішня сила. Тверде тіло може деформуватися пружно при короткочасній дії, але пластично, якщо зовнішні сили діють тривалий час. Така поведінка називається повзучістю. Однією з деформаційних характеристик тіла є його твердість — здатність опиратися проникненню в нього інших тіл.
Кожне тверде тіло має властивий йому поріг деформації, після якої наступає руйнування. Властивість твердого тіла опиратися руйнуванню характеризується міцністю. При руйнуванні в твердому тілі з'являються і розповсюджуються тріщини, які врешті-решт призводять до розлому.
До механічних властивостей твердого тіла належить також його здатність проводити звук, який є хвилею, що переносить локальну деформацію з одного місця в інше. На відміну від рідин та газів у твердому тілі можуть розповсюджуватися не лише поздовжні звукові хвилі, а й поперечні, що зв'язано з опором твердого тіла деформації зсуву. Швидкість звуку в твердих тілах загалом вища, ніж у газах, зокрема в повітрі, оскільки міжатомна взаємодія набагато сильніша. Швидкість звуку в кристалічних твердих тілах характеризується анізотропією, тобто залежністю від напрямку поширення.

### Теплові властивості

#### Здатність до фазових переходів
Найважливійшою тепловою властивістю твердих тіл є їх здатність при підвіщенні температури до фазових переходів, таких як плавлення (перехід у рідкий стан) і, для деяких речовин (лід, йод, тверда вуглекислота, тощо), —сублімація (безпосередній перехід  у газовий стан).  Фізична  величина, що характерізує плавлення кристалічних тіл є температура плавлення.  Іншою важливою характеристикою плавлення є теплота плавлення або прихована теплота плавлення. Оборотний процес плавленню має назву кристалізація, а сублімації ─ десублімація  Температура і теплота кристалізації дорівнюють,  відповідно, температурі і теплоті плавлення. На відміну від кристалів, у аморфних твердих тіл перехід до рідкого стану з підвищенням температури відбувається поступово. Його характеризують температурою склування, тобто температурою, вище якої матеріал майже повністю втрачає пружність і стає пластичним.

#### Властивість теплового розширення
Зміна температури викликає деформацію твердого тіла, здебільшого підвищення температури призводить до розширення. Кількісно вона характеризується коефіцієнтом теплового розширення. Розглядають лінійне або об'ємне теплове розширення.
Коефіцієнт лінійного теплового розширення визначається як відношення зміни лінійних розмірів матеріалу до зміни температури. Отже, це відносна зміна довжини на градус зміни температури:
{\displaystyle \alpha _{L}={\frac {1}{L}}\,{\frac {dL}{dT}},}
де {\displaystyle L} — лінійний розмір (наприклад, довжина) і {\displaystyle dL/dT} — зміна лінійного розміру на одиницю зміни температури.
Об'ємний коефіцієнт теплового розширення може бути записаний
{\displaystyle \alpha _{V}={\frac {1}{V}}\,{\frac {dV}{dT}}}
де {\displaystyle V} — об'єм матеріалу, і {\displaystyle dV/dT} інтенсивність зміни об'єму із зміною температури.
Для ізотропних матеріалів, коефіцієнт лінійного теплового розширення становить приблизно одну третину від об'ємного коефіцієнта теплового розширення.
{\displaystyle \alpha _{V}\approx 3\alpha _{L}}
Матеріали з анізотропною структурою, такі як кристали чи композити, зазвичай, мають різні коефіцієнти лінійного розширення {\displaystyle \alpha _{L}} у різних напрямках. У результаті, загальне значення об'ємного розширення розподіляється нерівномірно серед трьох осей. У таких випадках для розрахунків теплового розширення слід вводити тензор коефіцієнта теплового розширення, що може містити до шести незалежних компонентів.

#### Теплопровідність
Явище теплопровідності полягає в тому, що кінетична енергія атомів й молекул, яка визначає температуру тіла, передається атомам і молекулам у тих областях тіла, де температура нижча.
При теплопровідності величина потоку тепла визначається різницею температури між різними областями тіла. Кількісно теплопровідність характеризується коефіцієнтом теплопровідності {\displaystyle \kappa }, який входить в рівняння (закон Фур'є)
{\displaystyle \mathbf {q} =-\kappa \nabla T}.
Тут {\displaystyle \mathbf {q} } — тепловий потік, T — температура, {\displaystyle \nabla } — оператор Гамільтона набла, яким позначається градієнт.
Коефіцієнт теплопровідності вимірюється у Вт/(м•K) або Вт•м−1•K−1.

### Електричні, магнітні та оптичні властивості
Однією з головних електричних властивостей твердих тіл є електропровідність. (Оборотна властивість є електричний опір). 
В залежності від величини питомого опору тверді тіла поділяються на провідники та діелектрики, проміжне положення між якими займають напівпровідники. Напівпровідники мають малу електропровідність, однак для них характерне її зростання з температурою. Електричні властивості твердих тіл пов'язані з їхньою електронною структурою. Для діелектриків властива щілина в енергетичному спектрі електронів, яку у випадку кристалічних твердих тіл називають забороненою зоною. Це область значень енергії, яку електрони в твердому тілі не можуть мати. В діелектриків усі електронні стани, нижче від щілини заповнені, і завдяки принципу Паулі електрони не можуть переходити із одного стану в інший, чим зумовлена відсутність провідності. Провідність напівпровідників дуже сильно залежить від домішок — акцепторів та донорів.
Існує певний клас твердих тіл, для яких характерна іонна провідність. Ці матеріали називають суперіоніками. Здебільшого це іонні кристали, в яких іони одного сорту можуть доволі вільно рухатися між непорушною ґраткою іонів іншого сорту.
При низьких температурах для деяких твердих тіл властива надпровідність — здатність проводити електричний струм без опору.
Існує клас твердих тіл, які можуть мати спонтанну поляризацію — піроелектрики. Якщо ця властивість характерна тільки для однієї з фаз, що існує в певному проміжку температур, то такі матеріали називаються сегнетоелектриками. Для п'єзоелектриків характерний сильний зв'язок між поляризацією і механічною деформацією.
За магнітними властивостями тверді тіла діляться на два класи: слабомагнітні і сильномагнітні. До слабомагнітним відносяться діамагнетики і парамагнетики, до сильномагнітним — феромагнетики.
Феромагнетикам властиве існування внутрішнього магнітного поля, яке в багато разів перевищує зовнішнє поле, що стало "поштовхом" для його наведення. 
Оптичні властивості твердих тіл дуже різноманітні. Метали здебільшого мають високий коефіцієнт відбиття світла у видимій області спектру, багато діелектриків прозорі, як, наприклад, скло. Часто колір того чи іншого твердого тіла зумовлений поглинанням світла домішками. Для напівпровідників та діелектриків характерна фотопровідність — збільшення електропровідності при освітленні.

## Ідеалізації твердого тіла у науках
Тверді тіла, що зустрічаються у природі, характеризуються нескінченною множиною різноманітних властивостей, яка постійно поповнюється.
У залежності від поставлених перед певною наукою завдань є важливими лише окремі властивості твердого тіла, інші — несуттєві. Наприклад, при дослідженні міцності сталі її магнітні властивості практично ролі не відіграють.
Для простоти вивчення реальне тіло заміняють ідеальним, виділяючи лише найважливіші властивості для випадку, що розглядається. Такий підхід, що практикується багатьма науками, називається абстрагуванням. Після виділення ідеалізованого тіла з певним переліком суттєвих властивостей, будується теорія. Достовірність такої теорії залежить від того наскільки вдало прийнята ідеалізація відображає суттєві характеристики об'єкту. Оцінку цьому можна дати при порівнянні результатів досліджень, отриманих теоретично на основі ідеалізованої моделі та експериментально.

### У теоретичній механіці
У теоретичній механіці ідеалізованою схемою реального твердого тіла є абсолютно тверде тіло, тобто таке, у якому при будь-яких обставинах відстані між довільними точками є сталими — не змінюються ні розміри, ні форма тіла.

### У теорії пружності
У теорії пружності та її прикладному застосуванню опорі матеріалів також розглядаються моделі, котрі враховують і абсолютизують окремі властивості твердого тіла. До цих властивостей відносяться: деформівність, однорідність, суцільність, ізотропність. Прийняття умов однорідності і суцільності при малих деформаціях дозволяє застосувати методи аналізу нескінченно малих величин, що суттєво спрощує побудову теорії опору матеріалів.
Вважається також, що залежність між напруженнями і деформаціями описуються є лінійною (див. Закон Гука).

### У теоріях пластичності
У теоріях пластичності моделі твердого тіла базуються на ідеалізації властивості деформаційного зміцнення або/та властивості плинності твердих тіл у напружено-деформованому стані.

### У математиці
У математиці (геометрії) об'єктом розгляду є уявне тверде тіло, в якому зберігаються лише форма і розміри при повному абстрагуванні від усіх інших властивостей. На відміну від реальних предметів геометричні тіла, як і всякі геометричні фігури, є уявними об'єктами.

### У хроматографії
Порувате тверде тіло з адсорбційними властивостями, які можуть бути використані для хроматографічного розділення.